# Desafio - Jiu Jitsu vs Luta Livre
Desafio - Jiu Jitsu vs. Luta Livre, também chamado de Grande Desafio, foi um desafio de vale-tudo entre as modalidades brasileira Gracie Jiu-Jitsu e luta livre esportiva que aconteceu no dia 26 de Setembro de 1991, e teve como sede o Grajau Country Club, no Rio de Janeiro.
Este evento foi transmitido ao vivo pela Rede Globo.
O Desafio Jiu-Jitsu vs. Luta Livre foi um evento histórico no Brasil, marcando o ápice da rivalidade entre as duas artes marciais. O confronto ocorreu em um clima de tensão, após uma invasão liderada por Hugo Duarte (representante da luta livre) em um evento de Jiu-Jitsu.
A rivalidade entre Jiu-Jitsu Brasileiro (BJJ) e Luta Livre Esportiva remonta aos anos 1940, quando Euclydes "Mestre Tatu" Hatem, criador da luta livre esportiva, derrotou George Gracie em um combate histórico (1942). Essa vitória marcou o início de uma disputa que se estenderia por décadas. Em 1968, outro marco aconteceu: Euclides Pereira, aluno de Mestre Tatu, venceu Carlson Gracie.

### O Desafio
Este desafio ocorreu após um grupo liderado por Hugo Duarte invadir a Copa Nastra de Jiu-Jitsu, na Urca. O episódio poderia ter terminado em pancadaria, mas eles chegaram à conclusão de que valia mais a pena decidir tudo, num desafio de vale tudo. Ali mesmo ficou decidido que Marcelo Behring faria a luta principal da noite contra Hugo Duarte, um ex-segurança de boate conhecido como o “General da Luta Livre”. Dias antes, porém, Marcelo machucou o cotovelo. Assim, Hugo fora declarado vencedor por W.O. e, em cima do ringue, desafiou Marcelo mais uma vez. Durante anos, os dois se provocaram, trocaram insultos pela imprensa, mas o esperado duelo nunca aconteceu.
| Lutadores                                      | Vencedor          | Método                 | Round | Tempo |
| ---------------------------------------------- | ----------------- | ---------------------- | ----- | ----- |
| Fábio Gurgel (JJ) vs. Denílson Maia (LL)       | Fábio Gurgel      | Finalização (socos)    | 2     | 9:55  |
| Murilo Bustamante (JJ) vs. Marcelo Mendes (LL) | Murilo Bustamante | TKO (lesão)            | 1     | 4:42  |
| Wallid Ismail (JJ) vs. Eugênio Tadeu (LL)      | Wallid Ismail     | TKO (lesão/corte)      | 3     | 16:18 |
| Amaury Bitetti (JJ) vs. Marco Ruas (LL)        | Amaury Bitetti    | WO (Ruas não lutou)    | -     | -     |
| Marcelo Behring (JJ) vs. Hugo Duarte (LL)      | Hugo Duarte       | WO (Behring lesionado) | -     | -     |

### Destaques:
- Wallid Ismail vs. Eugênio Tadeu foi a luta mais violenta, com Ismail usando cabeçadas e socos no chão para vencer, gerando controvérsia.
- Fábio Gurgel mostrou domínio técnico, finalizando Denílson Maia com socos no ground-and-pound.
- Murilo Bustamante dominou Marcelo Mendes, que abandonou a luta após pressão no chão.
- Marco Ruas (um dos maiores nomes da Luta Livre) não lutou, dando vitória por WO a Amaury Bitetti.
- Marcelo Behring vs. Hugo Duarte não aconteceu devido a uma lesão de Behring, deixando o duelo pendente por anos.

## Relato das Lutas

### Wallid Ismail vs. Eugênio Tadeu– A Luta Mais Violenta
Considerada a luta mais intensa do evento, Eugênio Tadeu (que já havia vencido desafios anteriores) levava vantagem na trocação. No entanto, Wallid Ismail, ainda faixa-marrom, usou sua habilidade no chão para dominar.
·        1º Round: Wallid derrubou Tadeu e abriu um corte no supercílio com uma cabeçada (tática polêmica, mas permitida no Vale-Tudo da época).
·        2º Round: Wallid continuou pressionando no chão com socos e mais cabeçadas.
·        3º Round: Após muita pressão, Eugênio Tadeu não conseguiu continuar, e Wallid foi declarado vencedor por TKO.
Controvérsia: Tadeu alegou que foi impedido de voltar ao ringue por membros do Jiu-Jitsu, mas a vitória de Wallid foi mantida.

### Fábio Gurgel vs. Denílson Maia – A Luta Mais Técnica
·        1º Round: Denílson Maia começou melhor, derrubando Gurgel e aplicando chutes.
·        2º Round: Fábio Gurgel revidou com um soco que quebrou o nariz de Denílson, levou a luta para o chão, montou e finalizou com socos.

### 3. Murilo Bustamante vs. Marcelo Mendes – Dominância do Jiu-Jitsu
·        Bustamante dominou desde o início, tanto em pé quanto no chão.
·        Mendes tentou fugir do ringue duas vezes, mas Bustamante o pegou e finalizou com socos.

### 4. Amaury Bitetti  vs. Marco Ruas – A Luta que Não Aconteceu
·        Marco Ruas desistiu de lutar, alegando compromissos em outro evento.
·        Amaury Bitetti foi declarado vencedor por WO, mas muitos consideram que essa luta nunca foi confirmada oficialmente.

### 5. Marcelo Behring vs. Hugo Duarte – O Duelo que Ficou para a História
·        A luta mais aguardada não aconteceu devido à lesão de Behring.
·        Hugo Duarte foi declarado vencedor por WO, mas os dois continuaram uma rivalidade que nunca se resolveu no ringue.

## Legado do Desafio
- ·        Popularizou o Vale-Tudo no Brasil, abrindo caminho para eventos como o Ultimate Fighting Championship (UFC).
- ·        Muitos desses lutadores migraram para o MMA, tornando-se lendas (ex.: Marco Ruas, Murilo Bustamante, Wallid Ismail).
- ·        A rivalidade Jiu-Jitsu vs. Luta Livre continuou em outros eventos, como o World Vale Tudo Championship (WVC).